# Hectorfloresita
L'hectorfloresita és un mineral de la classe dels sulfats. Rep el seu nom del geòleg xilè Hector Flores (1906-84).

## Característiques
L'hectorfloresita és un sulfat de fórmula química Na9(SO₄)₄(IO₃). Va ser aprovada com a espècie vàlida per l'Associació Mineralògica Internacional l'any 1987. Cristal·litza en el sistema monoclínic. Acostuma a trobar-se en petits prismes pseudohexagonals, generalment inferiors a 1 mm de longitud i 0,2 mm de diàmetre. És el segon mineral sulfat-iodat, juntament amb la fuenzalidaïta. L'exemplar que va servir per a determinar l'espècie, el que es coneix com a material tipus, es troba conservat al Museu Nacional d'Història Natural de Washington DC.
Segons la classificació de Nickel-Strunz, l'hectorfloresita pertany a «07.B - Sulfats (selenats, etc.) amb anions addicionals, sense H₂O, amb cations grans només» juntament amb els següents minerals: sulfohalita, galeïta, schairerita, kogarkoïta, caracolita, cesanita, aiolosita, burkeïta, hanksita, cannonita, lanarkita, grandreefita, itoïta, chiluïta, pseudograndreefita i sundiusita.

## Formació i jaciments
Va ser descoberta a la mina Alianza, a Oficina Victoria, localitat de la província d'El Tamarugal, a la regió de Tarapacá, Xile, on sol trobar-se associada a altres minerals com: nitratina, halita, glauberita, darapskita i blödita. També ha estat descrita en altres dos indrets, tots dos a Xile: un és a la mina Cala Cala, a la localitat de Pozo Almonte, a dins de la mateixa regió de Tarapacá a on va ser descoberta, i l'altre a la mina Pedro de Valdivia, a la localitat homònima de la regió d'Antofagasta.